# Weens Reuzenrad
Weens Reuzenrad is een voormalig reuzenrad in het Nederlandse Attractiepark Slagharen.

## Geschiedenis
Het reuzenrad werd vermoedelijk gebouwd in de jaren 1920 door de Firma Fritz Bothmann in Gotha. De attractie werd vanaf eind jaren 1920 op Duitse kermissen uitgebaat door Josef Ross en Heinrich Kleuser onder de naam Columbia Rad. Het model werd aangeduid als de Russische Schommel (Duits: Russische Schaukel). Columbia Rad heeft tot de jaren 1970 dienst gedaan totdat het werd doorverkocht aan Attractiepark Slagharen.
Als Weens Reuzenrad werd de attractie in 1973 geopend in Attractiepark Slagharen en was daarmee het eerste reuzenrad in het park. De naam Weens Reuzenrad verwijst naar het grote reuzenrad in Wenen uit 1897 dat zich in het attractiepark Wiener Prater bevindt en een kenmerk van de stad Wenen is, al was de attractie in Slagharen niet zo groot.
De attractie heeft een aantal jaren in het park gestaan zonder operationeel te zijn en inmiddels was Big Wheel een veel groter reuzenrad dat opereerde in het park. Later, rond 1992 of later, is het reuzenrad verwijderd en staat op de huidige plek het reuzenrad Chuck Wagon.
Afbeeldingen · Main Street